# Campeonato Universal del CMLL
El Campeonato Universal del CMLL es un torneo anual de lucha libre dirigido por la promoción Consejo Mundial de Lucha Libre (CMLL) desde 2009. El formato del torneo es un torneo de campeones con dieciséis varones Campeones CMLL. Con el torneo de 2019, CMLL ha realizado nueve torneos en total con solo dos ganadores repetidos, Último Guerrero, que ganó en 2009 y 2014 y El Terrible, que ganó en 2012 y 2019.
A pesar de que el ganador del torneo recibe un cinturón de título, no se defiende como un campeonato regular durante todo el año. Al ser un torneo de lucha libre profesional, no se gana legítimamente; en cambio, se gana a través de resultados predeterminados a los combates que se mantienen en secreto del público en general.

## Campeonato Universal Masculino
En 21 de junio de 2009 se anunció por parte del Consejo Mundial de Lucha Libre un torneo de campeones para determinar al primer Campeón Universal del CMLL. En dicho torneo, participaron 16 luchadores del CMLL, divididos en dos grupos con 8 luchadores cada uno en una competición con formato de eliminación directa, en el cual los ganadores de cada grupo se enfrentarían entre sí para determinar al nuevo ganador, El ganador es considerado el Campeón de Campeones del CMLL y recibe un cinturón conmemorativo con placas de los ganadores de cada año.
| Año  | Campeón Universal    | # | Campeonato                                      | Luchadores | Fecha                    |
| ---- | -------------------- | - | ----------------------------------------------- | ---------- | ------------------------ |
| 2009 | Último Guerrero      | 1 | Campeonato Mundial Peso Completo del CMLL       | 16         | 22 de junio de 2009      |
| 2010 | Jushin Thunder Liger | 1 | Campeonato Mundial Peso Medio del CMLL          | 16         | 13 de agosto de 2010     |
| 2011 | La Sombra            | 1 | Campeonato Mundial Histórico Peso Wélter de NWA | 16         | 16 de septiembre de 2011 |
| 2012 | El Terrible          | 1 | Campeonato Mundial Peso Completo del CMLL       | 16         | 31 de agosto de 2012     |
| 2013 | Hiroshi Tanahashi    | 1 | Campeonato Mundial de Parejas del CMLL          | 16         | 6 de septiembre de 2013  |
| 2014 | Último Guerrero      | 2 | Campeonato Mundial de Tríos del CMLL            | 16         | 29 de agosto de 2014     |
| 2015 | Atlantis             | 1 | Campeonato Nacional de Peso Semicompleto        | 16         | 16 de octubre de 2015    |
| 2016 | Valiente             | 1 | Campeonato Mundial de Tríos del CMLL            | 16         | 28 de octubre de 2016    |
| 2017 | Volador Jr.          | 1 | Campeonato Mundial Histórico Peso Wélter de NWA | 16         | 14 de julio de 2017      |
| 2019 | El Terrible          | 2 | Campeonato Nacional Peso Completo               | 16         | 15 de febrero de 2019    |
| 2022 | Místico              | 1 | Campeonato Mundial Histórico Peso Medio de NWA  | 19         | 29 de abril de 2022      |
| 2023 | Dragón Rojo Jr.      | 1 | Campeonato Mundial Peso Medio del CMLL          | 23         | 28 de abril de 2023      |
| 2024 | Máscara Dorada 2.0   | 1 | Campeonato Mundial Histórico Peso Wélter de NWA | 23         | 26 de abril de 2024      |

## Campeonato Universal de Amazonas
El primer Campeonato Universal de Amazonas se disputó en 2019, a diferencia del torneo masculino en este participan todas la campeonas femeninas y otras luchadoras que no poseen un título ya que CMLL no tiene tantos títulos de la división femenina, la ganadora además de ser considerada la Campeona de Campeonas del CMLL y recibe el cinturón conmemorativo con placas de las ganadoras de cada año , también como premio recibe una oportunidad titular por un campeonato que la ganadora desee retar.
| Año  | Campeona Universal | # | Campeonato                             | Luchadoras | Fecha                 |
| ---- | ------------------ | - | -------------------------------------- | ---------- | --------------------- |
| 2019 | Dalys la Caribeña  | 1 | Ninguno                                | 20         | 16 de agosto de 2019  |
| 2021 | La Jarochita       | 1 | Campeonato Nacional de Parejas Femenil | 12         | 27 de agosto de 2021  |
| 2022 | Lluvia             | 1 | Campeonato Nacional de Parejas Femenil | 20         | 21 de octubre de 2022 |
| 2023 | La Catalina        | 1 | Ninguno                                | 24         | 20 de octubre de 2023 |
| 2024 | Persephone         | 1 | Ninguno                                | 20         | 18 de octubre de 2024 |

## Participantes
| Luchador             | Torneos | Edición                                  |
| -------------------- | ------- | ---------------------------------------- |
| Ángel de Oro         | 2       | 2015,2017                                |
| Atlantis             | 2       | 2012, 2015                               |
| Averno               | 4       | 2009, 2010, 2011, 2013                   |
| Bárbaro Cavernario   | 1       | 2015                                     |
| Black Warrior        | 2       | 2009, 2012                               |
| Diamante             | 1       | 2011                                     |
| Diamante Azul        | 3       | 2010, 2012, 2014, 2017                   |
| Dragon Lee           | 2       | 2015, 2017                               |
| Dragón Rojo Jr.      | 6       | 2009, 2011, 2012, 2013, 2014, 2015       |
| El Terrible          | 3       | 2012, 2013, 2014                         |
| El Felino            | 1       | 2014                                     |
| El Valiente          | 4       | 2010, 2013, 2015, 2017                   |
| Ephesto              | 5       | 2009, 2010, 2011, 2015, 2017             |
| Euforia              | 1       | 2014                                     |
| Héctor Garza         | 3       | 2009, 2010, 2011                         |
| El Hijo del Fantasma | 1       | 2009                                     |
| Hiroshi Tanahashi    | 3       | 2011, 2012, 2013                         |
| Jushin Thunder Liger | 1       | 2010                                     |
| La Máscara           | 5       | 2009, 2010, 2011, 2012, 2013             |
| La Sombra            | 5       | 2009, 2010, 2011, 2013, 2014             |
| Luciferno            | 2       | 2015, 2017                               |
| Marco Corleone       | 2       | 2012, 2017                               |
| Máscara Dorada       | 5       | 2009, 2010, 2011, 2012, 2013             |
| Máximo               | 2       | 2012, 2015                               |
| Mephisto             | 7       | 2009, 2010, 2011, 2013, 2014, 2015, 2017 |
| Místico              | 1       | 2009                                     |
| Místico II           | 3       | 2013, 2015, 2017                         |
| Mr. Águila           | 2       | 2010, 2012                               |
| Mr. Niebla           | 1       | 2014                                     |
| Negro Casas          | 6       | 2009, 2010, 2012, 2014, 2015, 2017       |
| Niebla Roja          | 2       | 2014, 2017                               |
| Okumura              | 1       | 2013                                     |
| Pólvora              | 3       | 2011, 2012, 2013                         |
| Rey Bucanero         | 3       | 2011, 2012, 2015                         |
| Rey Escorpión        | 2       | 2013, 2014                               |
| Rush                 | 3       | 2011, 2012, 2013                         |
| Sangre Azteca        | 1       | 2009                                     |
| Shocker              | 3       | 2014, 2015, 2017                         |
| Stuka Jr.            | 1       | 2010                                     |
| El Texano Jr.        | 2       | 2009, 2010                               |
| Titán                | 2       | 2013, 2014                               |
| Último Guerrero      | 6       | 2009, 2010, 2011, 2014, 2015, 2017       |
| Virus                | 3       | 2011, 2013, 2014                         |
| Volador Jr.          | 6       | 2009, 2010, 2012, 2014, 2015, 2017       |
| Soberano             | 1       | 2017                                     |
| Hechicero            | 1       | 2017                                     |